# Getijdenenergie

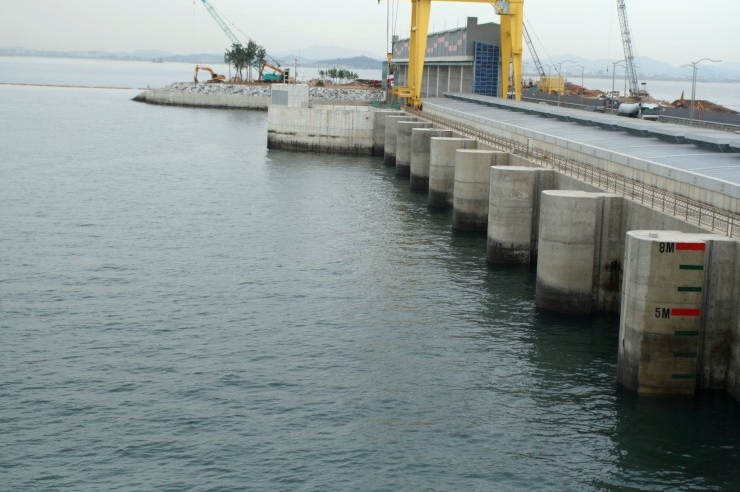
Sihwa-meer getijdencentrale in Zuid-Korea

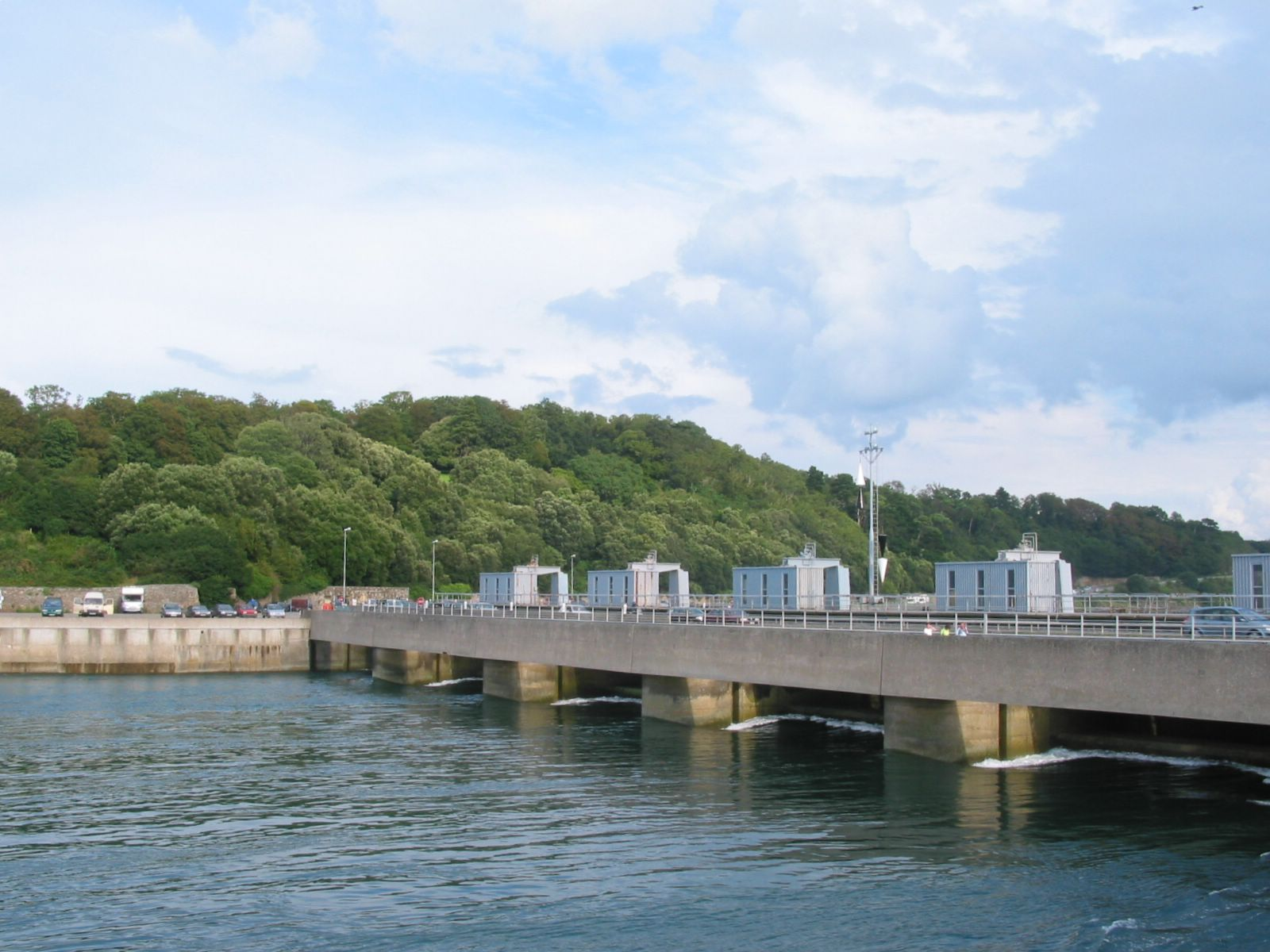
Waterkrachtcentrale Rance bij Saint Malo, Frankrijk

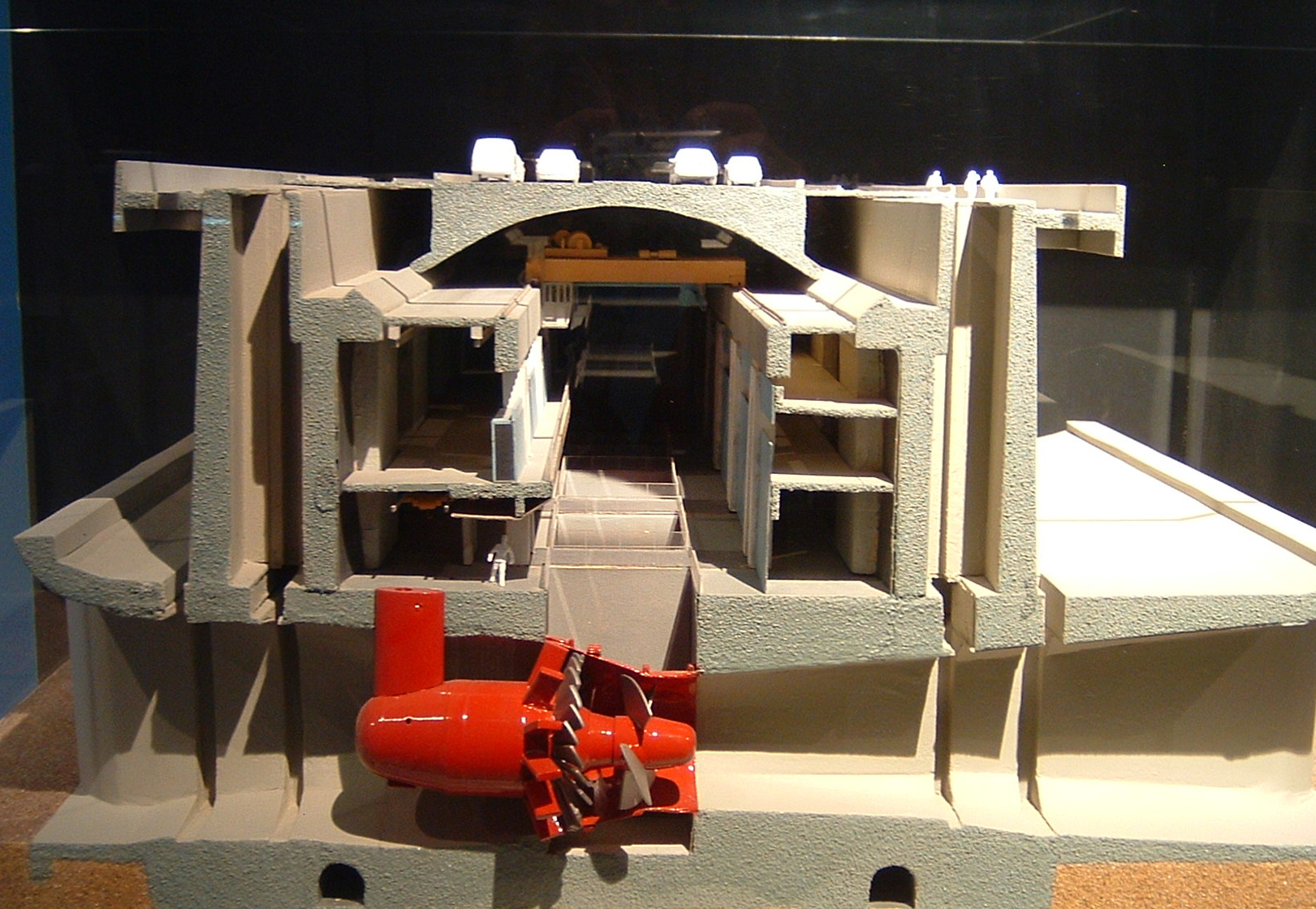
Maquette van de getijdencentrale op de Rance

Getijdenenergie is energie die door middel van een getijdencentrale wordt gewonnen door gebruik te maken van het verschil in waterhoogte tussen eb en vloed. Op de open oceaan is dit slechts enkele decimeters, maar door de bijzondere vorm van sommige kusten waar grote trechtervormige inhammen bestaan, kan het waterhoogteverschil op zulke plaatsen tot vele meters oplopen, voldoende om bij vloed het hoge water achter een dam te vangen en dit bij laag water via turbines gekoppeld aan generatoren terug te laten lopen.
Getijdenenergie is heel betrouwbaar en duurzaam, altijd aanwezig, en beter voorspelbaar dan zonne- of wind-energie. Tot vandaag zijn er weinig energiecentrales die getijdenenergie produceren. Ze moeten ingepland zijn aan de kustlijn waar het hoogteverschil zeer groot is.

## Geschiedenis
Al in de middeleeuwen werden er getijdenmolens gebouwd. In het midden van de 20e eeuw kwamen er in Bretagne molens op veel grotere schaal. 
De oudste (1966) en een van de grootste (24 turbines van elk 10 megawatt) elektriciteitscentrale van dit type bevindt zich in de monding van de Rance bij Saint-Malo in Frankrijk: de waterkrachtcentrale van Rance. Canada had van 1984 tot 2019 een getijdenenergiecentrale in Nova Scotia met een piekcapaciteit van 20 MW  op de Annapolis rivier, maar die werd stilgelegd toen bleek dat de turbine tot een grote sterfte van onder meer vissen leidde. 
De Sihwa-meer energiecentrale in Zuid-Korea is sinds 2011 de krachtigste getijdencentrale ter wereld. Ze produceerde in 2015 1.320 MW, vijf keer zoveel als die van Rance.

## Uitleg
Een getijdencentrale bestaat uit een afsluitbare dam. Tijdens vloed is de dam open en stroomt het water in het waterbekken achter de dam.
Is de hoogste waterstand bereikt dan worden de sluisdeuren gesloten en het water blijft in het bekken achter. Is het waterverschil voor en achter de dam voldoende hoog dan worden de deuren geopend en stroomt het water langs de turbines terug naar zee. De turbines drijven de generatoren aan en elektriciteit wordt geleverd. De hoeveelheid opgewekte energie is een functie van het watervolume dat door de turbines stroomt en het hoogteverschil voor en achter de dam.
Dat de centrale maar om de twaalf uur energie levert, vormt een probleem. De cyclus valt ook niet altijd samen met een grote vraag naar elektriciteit. Dit probleem kan deels worden ondervangen door de turbines ook te gebruiken als het vloedwater in het bassin stroomt. Dit vereist aangepaste turbines die gecompliceerder en duurder zijn.
De corrosie door zout water drijft de kosten op. De centrales zijn ook niet zo milieuvriendelijk, doordat de levende wezens in zee gewend zijn om te leven met een normale wissel van eb en vloed, terwijl de centrale dat verstoort door op andere tijden water te lozen of vast te houden.

## Proeven in Nederland
In de Westerschelde bij Borsele is in 2009 een proef gestart met getijdenenergie volgens een ander concept. Daar wordt geen water achter een dam opgeslagen, maar wordt gebruikgemaakt van de aanwezige stroming: een soort windmolen onder water dus.
De Oosterscheldekering wordt sinds 2015 gebruikt voor de plaatsing van een getijdencentrale. Vijf turbines wekken elektriciteit op in een van de openingen tussen de pijlers van de kering. Het Nederlandse bedrijf Tocardo ontwikkelde de turbines en beheerde de centrale. De turbines, met een opgesteld vermogen van 1,2 megawatt, leveren genoeg stroom voor zo'n duizend huishoudens. De totale kosten van het project, ontwikkeling, plaatsing en uitbating, waren geraamd op ca. 11 miljoen euro. De centrale kreeg subsidie van het ministerie van Economische Zaken. Tocardo is in 2018 en 2019 failliet gegaan en de centrale werd stilgelegd. Het bedrijf is overgenomen door de Britse ondernemingen QED Naval en Hydrowing, de centrale kon in 2021 weer in gebruik worden genomen.
Nabij het Grevelingenmeer had het bedrijf BT-Projects in 2019 een nieuwe getijdencentrale in aanbouw. Turbines van Deepwater Energy, Water2Energy en Pentair zouden daar worden gedemonstreerd. In de overeenkomst met Rijkswaterstaat was afgesproken dat dit project voor 1 juli 2020 operationeel moest zijn, maar door financiële problemen is dit niet gelukt. In 2021 werd besloten de faciliteit te slopen. In 2024 zijn vanuit het project Offshore For Sure nieuwe gesprekken met Rijkswaterstaat gestart door BlueSpring BV en Water2Energy projects om te bezien of in de Flakkeese Spuisluis (FSS) een moderne Verticale As Water Turbine geplaatst kan worden.

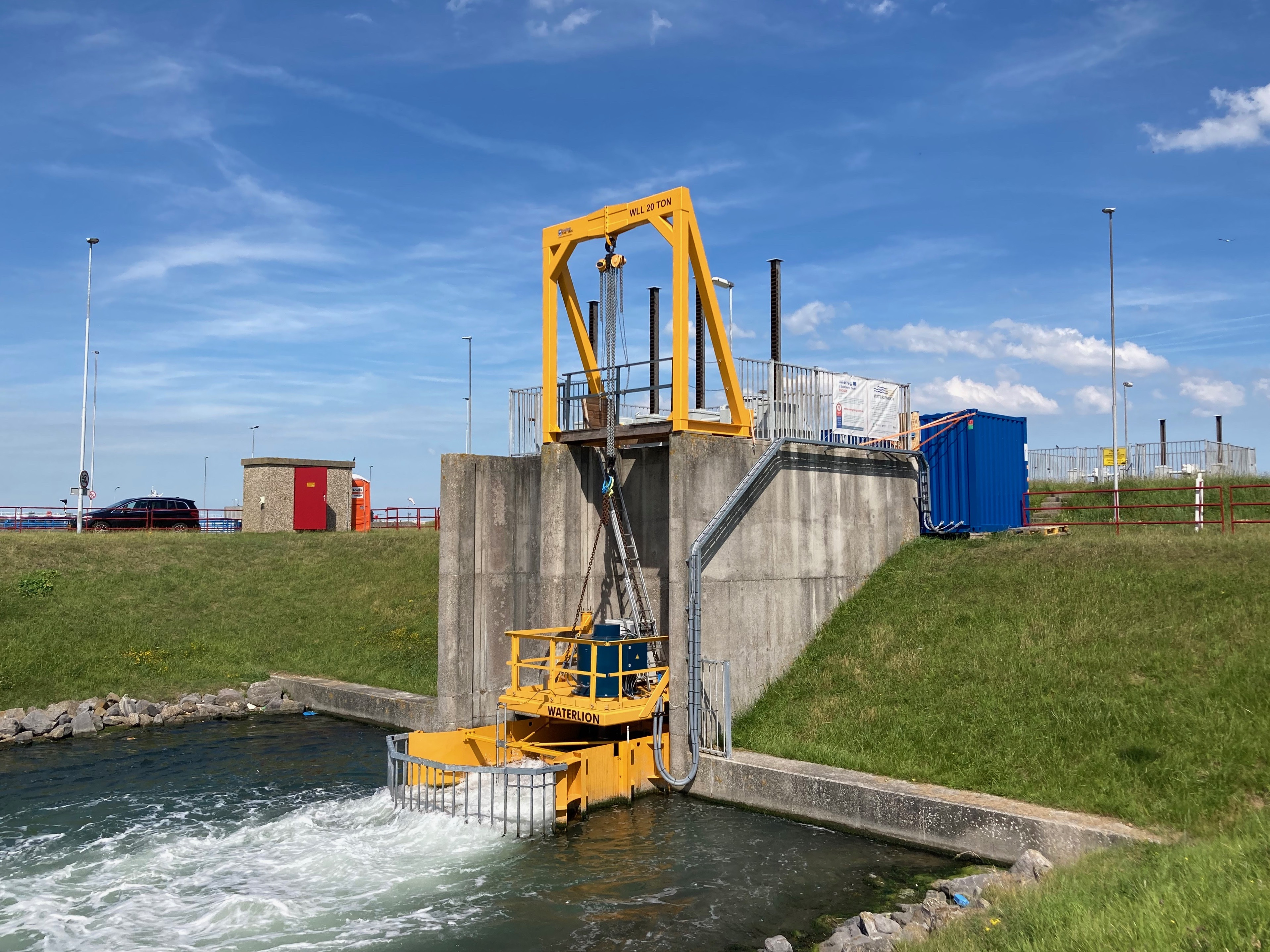
Waterturbine met verticale as van 50 kW in Vlissingen

Sinds 2020 worden met regelmaat proeven met een Verticale As Water Turbine gedaan naast de zeesluizen van Vlissingen in de doorlaat tussen het Kanaal door Walcheren en de Westerschelde. Hiervoor ontwikkelde Water2Energy een turbine waarmee een vermogen van 50 kW aan de as werd gemeten. Deze turbine is een iets kleinere dan een eerdere test turbine die naast de Kallosluis bij de haven van Antwerpen werd getest (bijna 200 kW aan de as).

## Generators
Een getijdengenerator is een machine die elektriciteit opwekt door de kinetische energie van bewegend water.
Het water stroomt door de generator die een rotor doet draaien die de generator aandrijft.
Er zijn verschillende getijdengeneratoren.

### Horizontale turbine
Bij een horizontale turbine staan de rotoren parallel met de inkomende waterstroom.

### Verticale turbine
Een verticale turbine is een turbine waarbij de rotoren verticaal staan.

### Cross-flow turbine
De rotoren van cross-flow turbine staan loodrecht op het stromend water.